# Ein Mädchen (Dokumentarfilm)
Ein Mädchen (Alternativtitel: Kleines Mädchen, Originaltitel: Petite fille) ist ein  Dokumentarfilm unter der Regie von Sébastien Lifshitz. Der Film feierte am 22. Februar 2020 auf der Berlinale Weltpremiere in der Sektion Panorama Dokumente. Der internationale Titel lautet Little Girl.

## Inhalt
Ein Mädchen ist das Porträt der siebenjährigen Sasha und ihrer Familie. In der Schule muss Sasha Jungenkleidung tragen, dabei ist sie sich schon seit früher Kindheit sicher, ein Mädchen zu sein. In Interviews mit den Eltern wird deutlich, dass sie die Identität ihrer Tochter ernst nehmen und sich unermüdlich für ihre Anerkennung in ihrem kleinstädtischen Umfeld einsetzen. Doch außerhalb der Familie begegnet Sasha zum Teil abweisenden Reaktionen einer Gesellschaft, die noch immer in einem biologistischen Junge-Mädchen-Schema denkt. Sasha traut sich nicht, andere Kinder zu sich nach Hause einzuladen, aus Angst, sie könnten ihre Identität als Mädchen nicht akzeptieren.
Mit der Hilfe einer auf Geschlechtsidentitäten von Kindern spezialisierten Ärztin überzeugen die Eltern Sashas Schulleiter, Sasha ab dem nächsten Schuljahr als Mädchen die Schule besuchen zu lassen. Für Sasha ist das ein Meilenstein. Zum ersten Mal lädt sie eine Freundin aus der Schule ein und zeigt ihr ihr Kinderzimmer. Die Kinder aus Sashas Klasse, ebenso wie Sashas drei Geschwister, akzeptieren sie ohne Schwierigkeiten. Anders verhält sich die Leitung der Ballettschule, die es Sasha nicht erlaubt, als Mädchen an ihrem geliebten Ballettunterricht teilzunehmen. Sashas Mutter bemerkt dazu, es sei doch wohl von Erwachsenen nicht zu viel verlangt, dieselbe Akzeptanz an den Tag zu legen wie die Kinder.

## Produktion
Sébastien Lifshitz war für die Konzeption des Filmes verantwortlich und führte auch Regie. Er begleitete Sasha ein Jahr lang. Kamera führte hauptsächlich Paul Guilhaume, teilweise auch Céline Bozon.
Die Produktionsfirma war Agat & Cie sowie die dänische Firma Fine Cut For Real. Der Film wurde mit Unterstützung des Senders ARTE France realisiert.

## Rezeption
Cineuropa würdigte den Film als bewegend und lehrreich zur Thematik der Geschlechtsidentitätsstörung und lobte insbesondere die Arbeit des Kameramanns Paul Guilhaume. Boyd van Hoeij im Hollywood Reporter nannte Lifshitz einen meisterhaften Dokumentarfilmer. Er verglich Kleines Mädchen mit Lifshitz’ früheren Filmen und bemerkte, seine Arbeit habe gleichzeitig an Leichtigkeit und Tiefgang gewonnen.

## Auszeichnungen
Bei der Berlinale 2020 war Ein Mädchen für den Berlinale Dokumentarfilmpreis und für den Teddy Award nominiert. Beim Panorama Publikumspreis in der Kategorie Panorama Dokumente erreichte der Film den 3. Platz. Von der Europäischen Filmakademie wurde Ein Mädchen für den Europäischen Filmpreis als bester Dokumentarfilm nominiert, während Tontechnikerin Yolande Decarsin den Jurypreis erhielt.

## Veröffentlichung
Der Film wurde am 2. Dezember 2020 um 20:15 Uhr bei Arte unter dem Titel „Ein Mädchen“ ausgestrahlt. Am 18. Februar 2021 wurde der Film unter dem direkt übersetzten Originaltitel „Kleines Mädchen“ auf DVD und als Video-on-Demand bei Salzgeber veröffentlicht.